# Nozhay-Yurtovsky (huyện)
Huyện Nozhay-Yurtovsky (tiếng Nga: ? райо́н) là một huyện hành chính tự quản (raion), của Chechnya, Nga. Huyện có diện tích 696 kilômét vuông, dân số thời điểm ngày 1 tháng 1 năm 2000 là 43600 người. Trung tâm của huyện đóng ở Nozhay-Yurt.